# Léon Gard

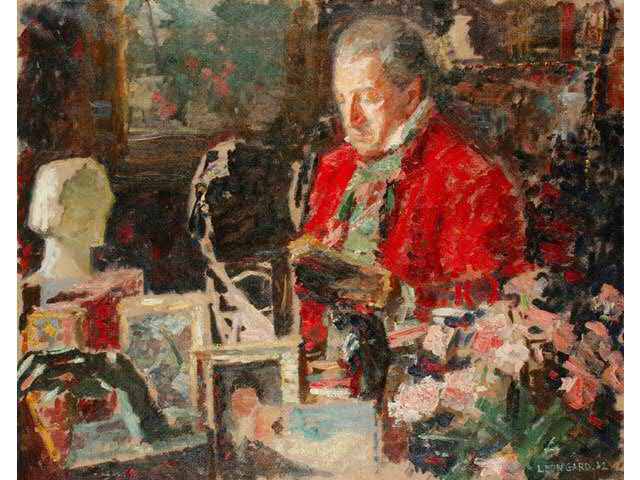
Portrait par Léon Gard de Sacha Guitry en veste rouge assis dans son bureau de l'avenue Elisée Reclue, entouré d'objets de sa collection dont le buste de Balzac par Rodin. (Huile sur toile,, Paris 1942. Collection particulière.)

Léon Gard, né à Tulle le 12 juillet 1901 et mort à Paris le 12 novembre 1979, est un peintre et un écrivain d'art français.

## Biographie

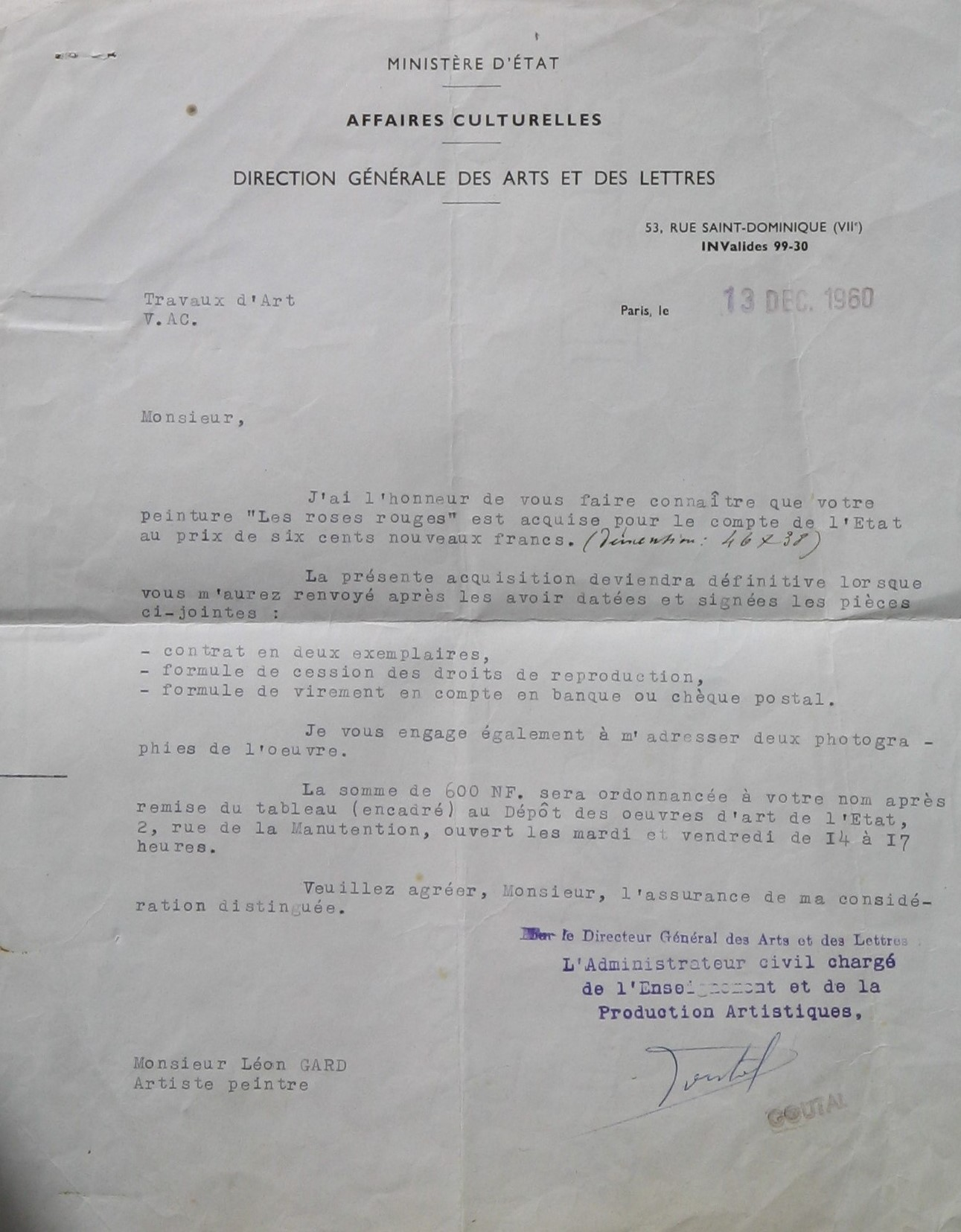
Courrier de la Direction Générale des Arts et des Lettres attestant de l'achat par l'Etat d'une oeuvre de Léon Gard intitulée Les Roses rouges le 13 décembre 1960.

Léon Gard naît à Tulle. La famille Gard s'installe à Morigny, puis dans le 13e arrondissement de Paris au 21, rue du Champ-de-l'Alouette.
Léon Gard ne tarde guère à manifester ses dons artistiques. En 1913, il exécute son propre portrait au fusain. En 1915, il adresse une lettre au conservateur du musée des Arts décoratifs, Louis Metman, qui le prend sous sa protection et l'inscrit à l'Académie Ranson. Il est placé en même temps comme clerc dans une étude de notaire. En 1917, il copie des tableaux anciens pour une pièce de théâtre, Petite reine (histoire d'un antiquaire et d'un faussaire), interprétée par Gabriel Signoret, dont il fera le portrait.
En 1918, il se présente pour la première fois au Salon d'automne avec son Portrait de Louis Metman. Il reçoit à cette occasion un encouragement spécial de l'État et est proposé comme sociétaire du salon.
Vers 1922, il entre à l'École nationale des beaux-arts de Paris dans l'atelier d'Ernest Laurent, mais il supporte mal les théories de ses professeurs et l'ambiance qui règne dans cette école « agitée, tapageuse, débraillée, se donnant des airs de ruer dans les brancards, de chambarder l'autorité, mais en réalité ne détruisant que l'art que, personne, dans cette auguste enceinte, ne songe à défendre, ponctuant toutes ces secousses sismiques pour pucerons par le chant du “pompier”, le seul principe vraiment profond de ce conservatoire de médiocrités. ». En fait de maîtres, il ne veut reconnaître que les grands peintres du passé et, surtout, celle que Léonard de Vinci appelait « la maîtresse des maîtres » : la nature. Il est remarqué par Albert Besnard. Il échoue au grand prix de Rome, mais il reçoit le prix Fragonard.
À sa sortie des Beaux-Arts, il signe un contrat avec le marchand de tableaux Georges Chéron qui compte Chaïm Soutine, Léonard Foujita et Kees van Dongen parmi ses artistes. Louis Metman lui alloue une petite pension qui lui permet d'aller peindre à Toulon d'où il expédie ses toiles à Chéron.
La crise économique de 1931 interrompt ces séjours et l'oblige à prendre un emploi dans un atelier de restauration de tableaux dont il deviendra le patron quelques années plus tard. Il continue d'envoyer au Salon de la Société nationale des beaux-arts et d'exposer (galeries Bernheim, Charpentier).
C'est par son travail de restaurateur de tableaux qu'il rencontre Sacha Guitry. Ils deviennent amis. Léon Gard fait le portrait de l'actrice Jeanne Fusier-Gir, celui de Sacha Guitry et celui de la dernière femme de Guitry, l'actrice Lana Marconi.
En 1946, Léon Gard fonde la revue d'art Apollo, dont il rédige, au début, l'essentiel des articles sous son nom ou sous des pseudonymes, et dans laquelle il entreprend une croisade contre la peinture non figurative et explique sa propre conception de l'art, dont le seul critère intelligible lui semble être l'imitation de la nature.
Ce labeur d'écrivain joint à celui de restaurateur ralentissent sa production picturale sans l'interrompre, non plus que ses expositions personnelles qu'il donne à la galerie Jeanne Castel.
En 1957, avec la mort de Sacha Guitry, il perd à la fois un ami, un admirateur et un soutien de poids.
En 1960, l'Etat lui achète une peinture (Les Roses rouges, localisation inconnue). Désormais, dès qu'il peut s'évader de son atelier de restauration, il court se réfugier dans le parc des Bonshommes en forêt de L'Isle-Adam, où il peint des toiles sur des thèmes de toujours, aussi simples à concevoir qu'ardus à réaliser : la vie des étangs, les caprices de la lumière et du vent sur les feuillages et sur les ciels, l'évolution des saisons, etc.
Trois ans avant sa mort, il remet son fonds d'atelier à son fils. Il ne peint plus que deux toiles, la dernière (Le Géranium rouge, collect.particulière) un mois avant sa mort. Dans son atelier de la rue des Bourdonnais, où les clients se font de plus en plus rares, il continue d'écrire tout ce qu'il a encore à dire sur l'art et sur la vie.
Il meurt le 12 novembre 1979, seul dans son studio du quai des Grands-Augustins.

## Son œuvre pictural
Restant à l'écart des mouvements de cette première moitié du XXe siècle dans la continuité des impressionnistes, de Paul Cézanne ou de Vincent van Gogh, sa peinture se rattache à ces peintres français du XIXe siècle qui avaient su réconcilier l'art pictural avec la vérité, la fraîcheur, la nature, en écartant les grandes compositions historiques ou mythologiques, en provoquant, comme le disait Léon Gard en parlant des impressionnistes, « l'ébranlement de ce qu'il peut y avoir de convenu sans raison dans la représentation des couleurs et de la lumière ».
Jusqu'en 1926, alors que se développe l'avant-garde fauve, cubiste ou abstraite, Léon Gard, à l'écart de ces mouvements, suit les leçons d'un Corot quand il plante son chevalet aux bords des chemins de Morigny ou d'Étampes et qu'il s'exerce avec une palette de tons rompus et raffinés.

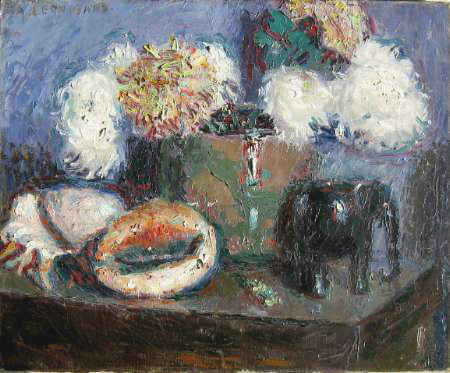
Nature morte aux Chrysanthèmes (huile sur toile,, Toulon 1930)

À partir de 1927, mettant à profit ses séjours à Toulon pour étudier la lumière et les harmonies de tons vifs, il s'exprime dans des natures mortes aux volumes vigoureux baignant dans une atmosphère vibrante et colorée, ou dans des nus à la chair éclatante. Il utilise la technique au couteau et les empâtements en une touche vigoureuse, tantôt large, tantôt plus serrée, au service d'harmonies à la fois vives et raffinées. Force et luminosité caractérisent ces compositions au style très personnel.
Il pose alors et traite un des problèmes les plus complexes de la peinture : celui de l'ombre. « Pour que la partie ombrée, dit Léon Gard, ne cause pas la mort d'un tableau, c'est-à-dire en créant une zone inerte, il faut qu'elle soit lumineuse. Une ombre doit donner l'impression qu'elle peut changer de place et non pas ressembler à une tache figée : une ombre doit exprimer autant de vie qu'une lumière. »[réf. nécessaire]
C'est aussi à cette époque que s'affirme dans ses toiles un phénomène de vibration colorée très particulier : l'aura. L'aura colorée dont Léon Gard baignait les objets de ses tableaux, notamment les objets aux tons vifs (comme par exemple les fleurs), lui valut des regards sceptiques de la part de certains critiques[réf. nécessaire] qui lui reprochèrent ce qu'ils pensaient être une pure fantaisie.
À partir de 1932, définitivement implanté à Paris, et bien que devant se passer de la lumière méditerranéenne, il continuera d'explorer ce domaine dans ses natures mortes, ses tableaux de fleurs et ses portraits.
Les années 1940, avec la rencontre de Sacha Guitry, sont marquées par plusieurs portraits mondains : ceux de Sacha Guitry, Lucien Daudet, Georges Renand, du comte Doria, de la baronne Hottinguer, etc.

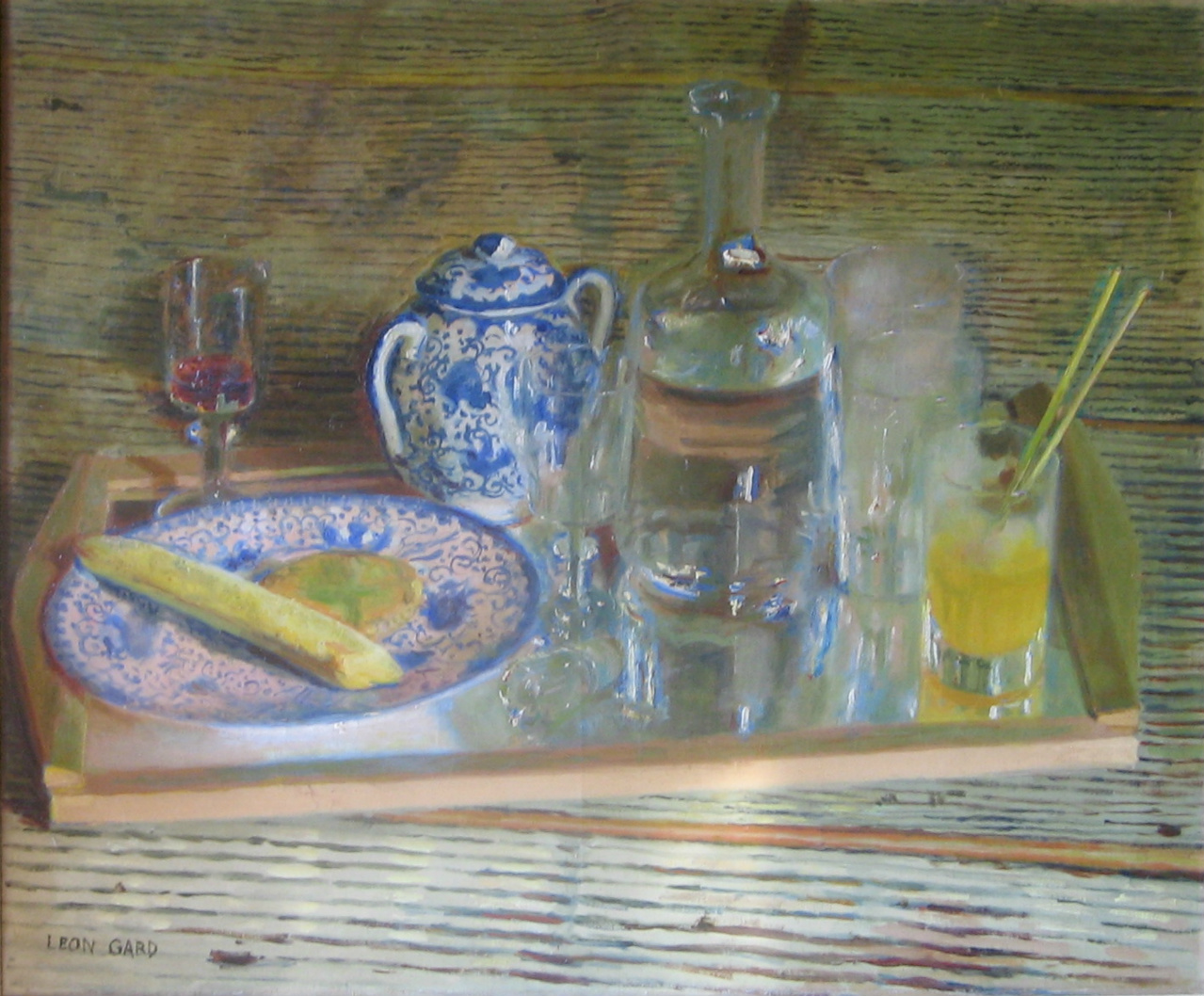
Nature morte à l'Orangeade (huile sur toile,, Paris vers 1950)

Les années 1950 voient naître une série de natures mortes et de fleurs où Léon Gard tente de fondre en une même œuvre deux penchants chez lui qui, techniquement sont difficilement conciliable et pour lesquels il incline d'ordinaire tantôt vers l'un, tantôt vers l'autre, les deux tendances luttant, l'une cédant à l'autre à tour de rôle : l'amour du contour précis, du poids des choses, du détail, et l'amour de l'atmosphère, des vibrations colorées.
Dans les années 1960, il revient à l'esquisse dans une série de paysages, davantage guidé par les circonstances, sans doute, que par un choix délibéré. Son ami Roger Sudreau met à sa disposition une chambre dans le château des Bonshommes situé en forêt de l'Isle-Adam. Le parc du château, avec ses arbres d'essences diverses, ses étangs et son aspect changeant au fil des saisons, offre au peintre une multitude de motifs. Comme il ne peut y faire que de très courts séjours d'un jour ou deux, il opte pour le tableau-esquisse dans lequel il s'efforce de saisir des effets de lumière, de vent, de brouillard, de neige, de pluie jouant dans les arbres, les prairies, les points d'eau ou le ciel. Les lumières sont exprimées par des empâtements proéminents sur une facture large. Ces paysages sont une collection d'harmonies savantes et délicieuses qui chantent la nature.
L'année 1970 inaugure une nouvelle série de natures mortes où s'exprime l'exceptionnelle finesse de son œil dans le jeu des reflets et des vibrations colorées, en même temps que le rare talent de faire sentir la différence de matières entre les objets. Il peint ses derniers portraits. Dans le Jeune homme au manteau (collect.particulière), il rend un hommage au Titien, confirmant au sein même de l'effervescence des mouvements de peinture non figurative, son rattachement à la tradition allant des peintres de la Renaissance aux impressionnistes.
Son dernier tableau, quelques semaines avant sa mort, sera un tableau de fleur, aux couleurs flamboyantes, tels qu'il en peignait dans sa jeunesse toulonnaise (Le Géranium rouge,collect.particulière).

Œuvres de Léon Gard
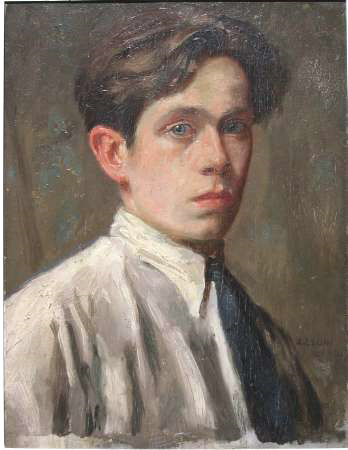
Autoportrait de Léon Gard en 1925, collect.particulière.
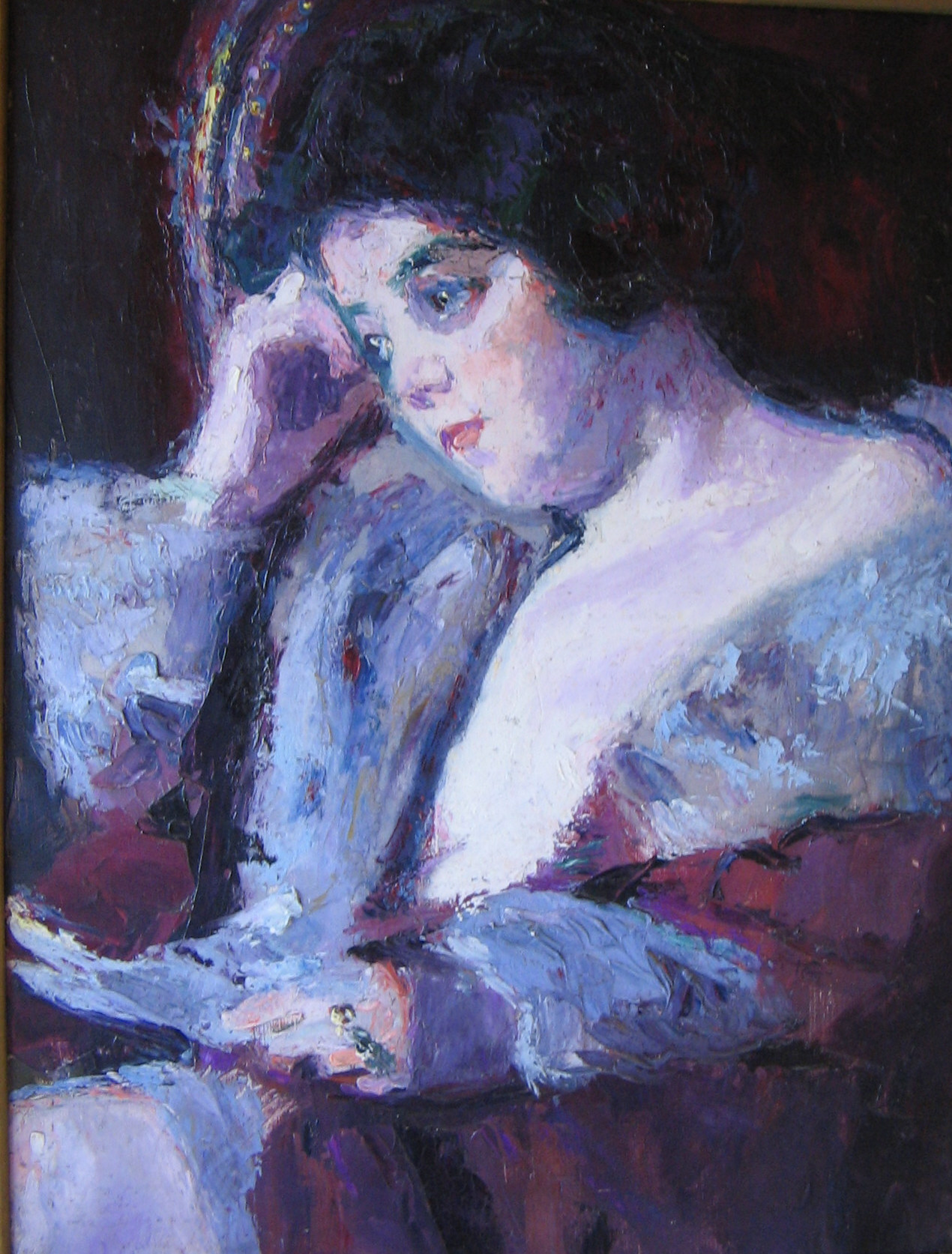
Femme à la lettre, Toulon, 1929, collect.particulière.
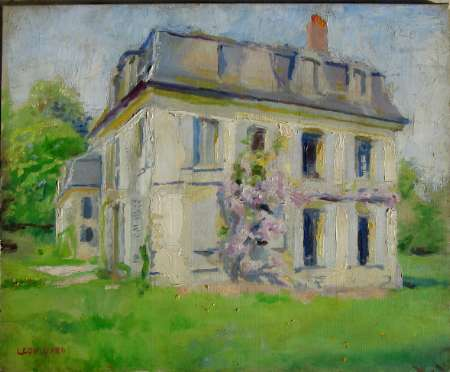
La Glycine du château, L'Isle-Adam, 1960, collect.particulière.
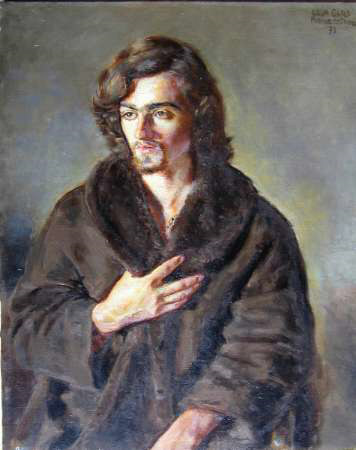
Jeune homme au manteau, Paris, 1971, collect.particulière.
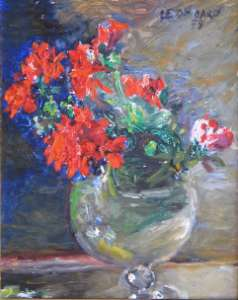
Le Géranium rouge, Paris, 1979, collect.particulière.

## Ses écrits

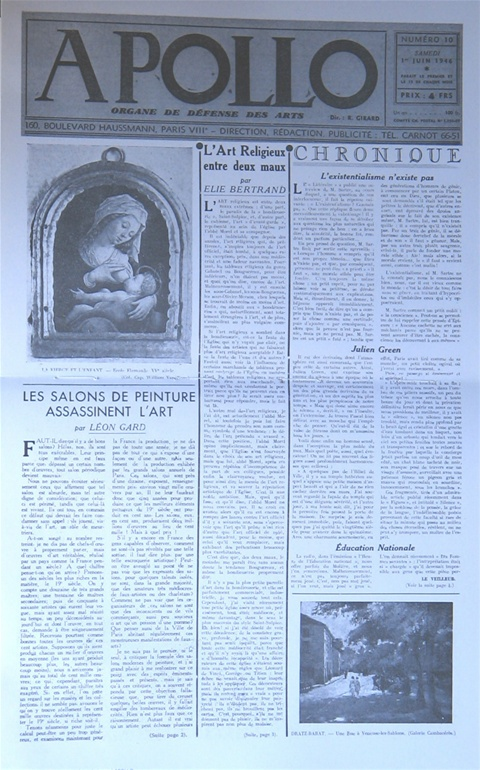
Première page d'un exemplaire de la revue bimensuelle Apollo du 1er juin 1946, avec des articles de Léon Gard publiés sous son nom ou sous les pseudonymes Elie Bertrand et Le Veilleur.

Léon Gard prend des notes et écrit des commentaires sur l'art dès 1918. Il donne des conférences à Paris dans les années 1930. De son propre aveu peu à l'aise dans cet exercice, il l'abandonne bientôt et prend l'habitude d'introduire le catalogue de ses expositions par un article sur la peinture, souvent une satire contre certains mouvements de peinture, contre les salons ou contre les critiques d'art (Les Fourberies de Rapin ou Les Audacieux ridicules).
En 1943 et 1944, il écrit cinq articles pour l'hebdomadaire Panorama (« Sur la nature morte », « Formes et pluralité de l'exactitude en peinture », « Héritage de Gauguin », « Indigestion de vertèbres », « Gérôme ou La Bévue d'une époque »).
Il fonde en 1946 le bimensuel Apollo, dans lequel il publie plus de 200 articles en une dizaine d'années (Les « Avancés » avancent dans le vide, Il faut décourager les Beaux-Arts, L'imitation de la nature est le seul étalon dans les arts plastiques, le « nombre d'Or » est dans la nature, L'art a déserté la France, Des Règles de l'harmonie des couleurs et des volumes, L'amour de l'art bastion contre le robot, Il faut supprimer l'éducation artistique, Nécessité des règles, Abjection de la publicité, Spéculation et Beaux-Arts, La nature ou rien, Réfutation du Cubisme, Commerce du génie, etc.) Dans ces articles, il expose sa position à l'égard de l'art non figuratif, en explore les origines qu'il estime fondées sur des bases fallacieuses, et met en évidence son absence d'un critère intelligible sur lequel s'appuyer pour juger quelles sont les œuvres qui, dans son domaine, sont valables et quelles ne le sont pas.
Sur des thèmes similaires, il écrit encore plusieurs articles pour le mensuel L'Amateur d'art et, dans les années 1970, pour l'hebdomadaire Rivarol.